# Bāyveh
Bāyveh (persiska: بايوِه, بايَوَه, بايُوِه) är en ort i Iran.   Den ligger i provinsen Kurdistan, i den nordvästra delen av landet, 500 km väster om huvudstaden Teheran. Bāyveh ligger 1 460 meter över havet och antalet invånare är 121.
Terrängen runt Bāyveh är kuperad. Runt Bāyveh är det ganska tätbefolkat, med 60 invånare per kvadratkilometer. Närmaste större samhälle är Marivan, 15,0 km sydost om Bāyveh. Trakten runt Bāyveh består till största delen av jordbruksmark.